# Eisschnelllauf-Weltcup 1986/87
Der Eisschnelllauf-Weltcup 1986/87 wurde für Frauen und Männer an acht Weltcupstationen in neun Ländern ausgetragen. Die Saison begann am 29. November 1986 und endete am 15. März 1987. Hier wurden von Frauen Strecken von 500 bis 5000 und der Männer von 500 bis 10.000 Meter gelaufen.
Siehe auch: Liste der Gesamtweltcupsieger im Eisschnelllauf

## Wettbewerbe

### Frauen

#### Weltcup-Übersicht
| Datum                                                                                           | Ort                                                   | Disziplin         | Sieger                    | Zweiter                   | Dritter                   |
| ----------------------------------------------------------------------------------------------- | ----------------------------------------------------- | ----------------- | ------------------------- | ------------------------- | ------------------------- |
| 29. bis 30. Nov. 1986                                                                           | Heerenveen (Thialf)                                   | 1500 m            | Yvonne van Gennip         | Marieke Stam              | Katie Class               |
| 29. bis 30. Nov. 1986                                                                           | Heerenveen (Thialf)                                   | 3000 m            | Yvonne van Gennip         | Marieke Stam              | Katie Class               |
| 29. bis 30. Nov. 1986                                                                           | Berlin (Horst-Dohm-Eisstadion)                        | 500 m (29. Nov.)  | Bonnie Blair              | Karin Kania-Enke          | Irina Kuleschowa-Kowrowa  |
| 29. bis 30. Nov. 1986                                                                           | Berlin (Horst-Dohm-Eisstadion)                        | 1000 m (29. Nov.) | Karin Kania-Enke          | Bonnie Blair              | Irina Kuleschowa-Kowrowa  |
| 29. bis 30. Nov. 1986                                                                           | Berlin (Horst-Dohm-Eisstadion)                        | 500 m (30. Nov.)  | Bonnie Blair              | Karin Kania-Enke          | Edel Therese Høiseth      |
| 29. bis 30. Nov. 1986                                                                           | Berlin (Horst-Dohm-Eisstadion)                        | 1000 m (30. Nov.) | Karin Kania-Enke          | Bonnie Blair              | Constanze Scandolo        |
| 6. bis 7. Dez. 1986                                                                             | Assen (De Smelt Assen)                                | 500 m (6. Dez.)   | Bonnie Blair              | Ingrid Haringa            | Edel Therese Høiseth      |
| 6. bis 7. Dez. 1986                                                                             | Assen (De Smelt Assen)                                | 1000 m (6. Dez.)  | Bonnie Blair              | Ingrid Haringa            | Emese Nemeth-Hunyady      |
| 6. bis 7. Dez. 1986                                                                             | Assen (De Smelt Assen)                                | 500 m (7. Dez.)   | Bonnie Blair              | Christine Aaftink         | Erwina Rys-Ferens         |
| 6. bis 7. Dez. 1986                                                                             | Assen (De Smelt Assen)                                | 1000 m (7. Dez.)  | Bonnie Blair              | Christine Aaftink         | Erwina Rys-Ferens         |
| 6. bis 7. Dez. 1986                                                                             | Berlin (Sportforum Hohenschönhausen)                  | 1500 m            | Karin Kania-Enke          | Andrea Ehrig-Mitscherlich | Sabine Brehm              |
| 6. bis 7. Dez. 1986                                                                             | Berlin (Sportforum Hohenschönhausen)                  | 3000 m            | Karin Kania-Enke          | Andrea Ehrig-Mitscherlich | Yvonne van Gennip         |
| 10. bis 11. Jan. 1987                                                                           | Davos (Eisstadion Davos)                              | 500 m             | Bonnie Blair              | Karin Kania-Enke          | Angela Stahnke            |
| 10. bis 11. Jan. 1987                                                                           | Davos (Eisstadion Davos)                              | 1500 m            | Andrea Ehrig-Mitscherlich | Karin Kania-Enke          | Bonnie Blair              |
| Mehrkampfeuropameisterschaft in Groningen (IJsstadion Stadspark Groningen), 17.–18. Januar 1987 |                                                       |                   |                           |                           |                           |
| 24. bis 25. Jan. 1987                                                                           | Lake Placid (James B. Sheffield Olympic Skating Rink) | 500 m             | Bonnie Blair              | Monika Gawenus-Pflug      | Seiko Hashimoto           |
| 24. bis 25. Jan. 1987                                                                           | Lake Placid (James B. Sheffield Olympic Skating Rink) | 1000 m            | Bonnie Blair              | Seiko Hashimoto           | Tatjana Kabutova          |
| 24. bis 25. Jan. 1987                                                                           | Lake Placid (James B. Sheffield Olympic Skating Rink) | 1500 m            | Katie Class               | Marieke Stam              | Leslie Bader              |
| 24. bis 25. Jan. 1987                                                                           | Lake Placid (James B. Sheffield Olympic Skating Rink) | 3000 m            | Petra Moolhuizen          | Grietje Mulder            | Leslie Bader              |
| 28. Feb. 1. Mär. 1987                                                                           | Helsinki                                              | 500 m             | Bonnie Blair              | Karin Kania-Enke          | Natalja Artamonowa-Kurowa |
| 28. Feb. 1. Mär. 1987                                                                           | Helsinki                                              | 1000 m            | Karin Kania-Enke          | Natalja Artamonowa-Kurowa | Bonnie Blair              |
| 28. Feb. 1. Mär. 1987                                                                           | Helsinki                                              | 1500 m            | Yvonne van Gennip         | Andrea Ehrig-Mitscherlich | Bonnie Blair              |
| 28. Feb. 1. Mär. 1987                                                                           | Helsinki                                              | 3000 m            | Andrea Ehrig-Mitscherlich | Yvonne van Gennip         | Jacqueline Börner         |
| Sprintweltmeisterschaft in Sainte-Foy (Gaétan Boucher Oval), 31. Januar – 1. Februar 1987       |                                                       |                   |                           |                           |                           |
| Mehrkampfweltmeisterschaft in West Allis, Wisconsin (State Fair Park), 7.–8. Februar 1987       |                                                       |                   |                           |                           |                           |
| 4. Mär. 1987                                                                                    | Skien (Nye Isstadion Moflaten)                        | 500 m             | Bonnie Blair              | Ingrid Haringa            | Christine Aaftink         |
| 4. Mär. 1987                                                                                    | Skien (Nye Isstadion Moflaten)                        | 1500 m            | Yvonne van Gennip         | Natalie Grenier           | Petra Moolhuizen          |
| 5. Mär. 1987                                                                                    | Larvik                                                | 1000 m            | Bonnie Blair              | Natalie Grenier           | Christine Aaftink         |
| 5. Mär. 1987                                                                                    | Larvik                                                | 3000 m            | Yvonne van Gennip         | Marieke Stam              | Petra Moolhuizen          |
| 12. bis 15. Mär. 1987                                                                           | Inzell (Eisstadion Inzell)                            | 500 m             | Bonnie Blair              | Ingrid Haringa            | Christine Aaftink         |
| 12. bis 15. Mär. 1987                                                                           | Inzell (Eisstadion Inzell)                            | 1000 m            | Bonnie Blair              | Christine Aaftink         | Ingrid Haringa            |
| 12. bis 15. Mär. 1987                                                                           | Inzell (Eisstadion Inzell)                            | 1500 m            | Yvonne van Gennip         | Bonnie Blair              | Natalie Grenier           |
| 12. bis 15. Mär. 1987                                                                           | Inzell (Eisstadion Inzell)                            | 3000 m            | Yvonne van Gennip         | Marieke Stam              | Petra Moolhuizen          |
| 12. bis 15. Mär. 1987                                                                           | Inzell (Eisstadion Inzell)                            | 5000 m            | Yvonne van Gennip         | Marieke Stam              | Petra Moolhuizen          |

#### 500 Meter
(Endstand: Nach 9 Rennen)
| Rang | Name                      | Land                            | Punkte |
| ---- | ------------------------- | ------------------------------- | ------ |
| 1    | Bonnie Blair              | Vereinigte Staaten              | 175    |
| 2    | Ingrid Haringa            | Niederlande                     | 133    |
| 3    | Edel Therese Høiseth      | Norwegen                        | 123    |
| 4    | Christine Aaftink         | Niederlande                     | 115    |
| 5    | Karin Kania-Enke          | Deutsche Demokratische Republik | 106    |
| 6    | Shelley Rhead             | Kanada                          | 90     |
| 7    | Emese Nemeth-Hunyady      | Österreich                      | 80     |
| 8    | Katie Class               | Vereinigte Staaten              | 75     |
| 9    | Irina Kuleschowa-Kowrowa  | Sowjetunion                     | 71     |
| 10   | Natalie Grenier           | Kanada                          | 67     |
|      |                           |                                 |        |
| 16   | Jacqueline Börner         | Deutsche Demokratische Republik | 38     |
| 17   | Angela Stahnke            | Deutsche Demokratische Republik | 31     |
| 18   | Heike Pöhland             | Deutsche Demokratische Republik | 30     |
| 22   | Constanze Scandolo        | Deutsche Demokratische Republik | 27     |
| 24   | Andrea Ehrig-Mitscherlich | Deutsche Demokratische Republik | 25     |
| 26   | Monika Gawenus-Pflug      | BR Deutschland                  | 22     |

#### 1000 Meter
(Endstand: Nach 8 Rennen)
| Rang | Name                          | Land                            | Punkte |
| ---- | ----------------------------- | ------------------------------- | ------ |
| 1    | Bonnie Blair                  | Vereinigte Staaten              | 147    |
| 2    | Ingrid Haringa                | Niederlande                     | 106    |
| 3    | Christine Aaftink             | Niederlande                     | 103    |
| 4    | Emese Nemeth-Hunyady          | Österreich                      | 95     |
| 5    | Edel Therese Høiseth          | Norwegen                        | 91     |
| 6    | Natalie Grenier               | Kanada                          | 84     |
| 7    | Erwina Ryś-Ferens             | Polen                           | 80     |
| 8    | Karin Kania-Enke              | Deutsche Demokratische Republik | 75     |
| 9    | Shelley Rhead                 | Kanada                          | 62     |
| 10   | Heike Pöhland                 | Deutsche Demokratische Republik | 60     |
|      |                               |                                 |        |
| 13   | Constanze Scandolo            | Deutsche Demokratische Republik | 47     |
| 17   | Grit Licker Jacqueline Börner | Deutsche Demokratische Republik | 27     |
| 30   | Anja Mischke                  | BR Deutschland                  | 14     |

#### 1500 Meter
(Endstand: Nach 7 Rennen)
| Rang | Name                             | Land                                   | Punkte |
| ---- | -------------------------------- | -------------------------------------- | ------ |
| 1    | Yvonne van Gennip                | Niederlande                            | 118    |
| 2    | Marieke Stam                     | Niederlande                            | 102    |
| 3    | Katie Class Leslie Bader         | Vereinigte Staaten                     | 93     |
| 5    | Bonnie Blair                     | Vereinigte Staaten                     | 80     |
| 6    | Karin Kania-Enke Natalie Grenier | Deutsche Demokratische Republik Kanada | 79     |
| 8    | Andrea Ehrig-Mitscherlich        | Deutsche Demokratische Republik        | 69     |
| 9    | Petra Moolhuizen                 | Niederlande                            | 68     |
| 10   | Jacqueline Börner                | Deutsche Demokratische Republik        | 54     |
|      |                                  |                                        |        |
| 13   | Emese Nemeth-Hunyady             | Österreich                             | 41     |
| 17   | Angelika Haßmann                 | BR Deutschland                         | 31     |
| 22   | Sabine Brehm                     | Deutsche Demokratische Republik        | 20     |
| 27   | Carola Bürger                    | Deutsche Demokratische Republik        | 15     |
| 29   | Hanne Steeg                      | BR Deutschland                         | 13     |

#### 3000/5000 Meter
(Endstand: Nach 7 Rennen)
| Rang | Name                      | Land                            | Punkte |
| ---- | ------------------------- | ------------------------------- | ------ |
| 1    | Yvonne van Gennip         | Niederlande                     | 142    |
| 2    | Marieke Stam              | Niederlande                     | 118    |
| 3    | Petra Moolhuizen          | Niederlande                     | 101    |
| 4    | Leslie Bader              | Vereinigte Staaten              | 83     |
| 5    | Elena Belci-Dal Farra     | Italien                         | 81     |
| 6    | Katie Class               | Vereinigte Staaten              | 79     |
| 7    | Natalie Grenier           | Kanada                          | 75     |
| 8    | Angelika Haßmann          | BR Deutschland                  | 70     |
| 9    | Ariane Loignon            | Kanada                          | 54     |
| 10   | Ingrid Paul Minna Nystedt | Niederlande Norwegen            | 50     |
|      |                           |                                 |        |
| 12   | Jacqueline Börner         | Deutsche Demokratische Republik | 49     |
| 13   | Andrea Ehrig-Mitscherlich | Deutsche Demokratische Republik | 47     |
| 17   | Karin Kania-Enke          | Deutsche Demokratische Republik | 25     |
| 18   | Heike Pöhland             | Deutsche Demokratische Republik | 24     |
| 21   | Sabine Brehm              | Deutsche Demokratische Republik | 18     |
| 23   | Hanne Steeg               | BR Deutschland                  | 17     |

### Männer

#### Weltcup-Übersicht
| Datum                                                                                     | Ort                                                   | Disziplin         | Sieger             | Zweiter                 | Dritter                            |
| ----------------------------------------------------------------------------------------- | ----------------------------------------------------- | ----------------- | ------------------ | ----------------------- | ---------------------------------- |
| 29. bis 30. Nov. 1986                                                                     | Heerenveen (Thialf)                                   | 1500 m            | Michael Hadschieff | Rolf Falk-Larssen       | Hein Vergeer                       |
| 29. bis 30. Nov. 1986                                                                     | Heerenveen (Thialf)                                   | 5000 m            | Geir Karlstad      | Michael Hadschieff      | Rolf Falk-Larssen                  |
| 29. bis 30. Nov. 1986                                                                     | Berlin (Horst-Dohm-Eisstadion)                        | 500 m (29. Nov.)  | Igor Schelesowski  | Akira Kuroiwa           | Dan Jansen                         |
| 29. bis 30. Nov. 1986                                                                     | Berlin (Horst-Dohm-Eisstadion)                        | 1000 m (29. Nov.) | Igor Schelesowski  | Wytalyj Makowezkyj      | Konstantin Kudrjawzew Nick Thometz |
| 29. bis 30. Nov. 1986                                                                     | Berlin (Horst-Dohm-Eisstadion)                        | 500 m (30. Nov.)  | Igor Schelesowski  | Dan Jansen Uwe-Jens Mey |                                    |
| 29. bis 30. Nov. 1986                                                                     | Berlin (Horst-Dohm-Eisstadion)                        | 1000 m (30. Nov.) | Igor Schelesowski  | Dan Jansen              | Uwe-Jens Mey                       |
| 6. bis 7. Dez. 1986                                                                       | Assen                                                 | 500 m (6. Dez.)   | Akira Kuroiwa      | Dan Jansen              | Nick Thometz                       |
| 6. bis 7. Dez. 1986                                                                       | Assen                                                 | 1000 m (6. Dez.)  | Dan Jansen         | Akira Kuroiwa           | Nick Thometz                       |
| 6. bis 7. Dez. 1986                                                                       | Assen                                                 | 500 m (7. Dez.)   | Akira Kuroiwa      | Daniel Turcotte         | Frode Rønning                      |
| 6. bis 7. Dez. 1986                                                                       | Assen                                                 | 1000 m (7. Dez.)  | Dan Jansen         | Akira Kuroiwa           | Gaétan Boucher                     |
| 6. bis 7. Dez. 1986                                                                       | Berlin (Sportforum Hohenschönhausen)                  | 1500 m            | Peter Adeberg      | Michael Hadschieff      | Dave Silk                          |
| 6. bis 7. Dez. 1986                                                                       | Berlin (Sportforum Hohenschönhausen)                  | 5000 m            | Michael Hadschieff | Leo Visser              | Geir Karlstad                      |
| 10. Jan. 1987                                                                             | Baselga di Pinè (Stadio del ghiaccio di Piné)         | 500 m (10. Jan.)  | Akira Kuroiwa      | Nick Thometz            | Jan Ykema                          |
| 10. Jan. 1987                                                                             | Baselga di Pinè (Stadio del ghiaccio di Piné)         | 1000 m (10. Jan.) | Akira Kuroiwa      | Nick Thometz            | Gaétan Boucher                     |
| 11. Jan. 1987                                                                             | Innsbruck (Olympia Eisstadion Innsbruck)              | 1500 m (11. Jan.) | Hein Vergeer       | Pertti Niittylä         | Markus Tröger                      |
| 11. Jan. 1987                                                                             | Innsbruck (Olympia Eisstadion Innsbruck)              | 5000 m (11. Jan.) | Leo Visser         | Geir Karlstad           | Pertti Niittylä                    |
| 17. bis 18. Jan. 1987                                                                     | Davos (Eisstadion Davos)                              | 500 m             | Nick Thometz       | Uwe-Jens Mey            | Konstantin Kharitonov              |
| 17. bis 18. Jan. 1987                                                                     | Davos (Eisstadion Davos)                              | 1000 m            | Nick Thometz       | Uwe-Jens Mey            | Wiktor Schascherin                 |
| 17. bis 18. Jan. 1987                                                                     | Davos (Eisstadion Davos)                              | 1500 m            | Wiktor Schascherin | Hans Magnusson          | Oleg Boschjew                      |
| 17. bis 18. Jan. 1987                                                                     | Davos (Eisstadion Davos)                              | 5000 m            | Geir Karlstad      | Konstantin Korotkow     | Michael Hadschieff                 |
| Mehrkampfeuropameisterschaft in Trondheim (Leangen Kunstis), 24.–25. Januar 1987          |                                                       |                   |                    |                         |                                    |
| 24. bis 25. Jan. 1987                                                                     | Lake Placid (James B. Sheffield Olympic Skating Rink) | 500 m             | Nick Thometz       | Sergei Fokitschew       | Yukihiro Mitani                    |
| 24. bis 25. Jan. 1987                                                                     | Lake Placid (James B. Sheffield Olympic Skating Rink) | 1000 m            | Akira Kuroiwa      | Nick Thometz            | Igor Schelesowski                  |
| Sprintweltmeisterschaft in Sainte-Foy (Gaétan Boucher Oval), 31. Januar – 1. Februar 1987 |                                                       |                   |                    |                         |                                    |
| Mehrkampfweltmeisterschaft in Heerenveen (Thialf), 14.–15. Februar 1987                   |                                                       |                   |                    |                         |                                    |
| 28. Feb. 1. Mär. 1987                                                                     | Hamar (Hamar Stadion)                                 | 500 m             | Sergei Fokitschew  | Nick Thometz            | Uwe-Jens Mey                       |
| 28. Feb. 1. Mär. 1987                                                                     | Hamar (Hamar Stadion)                                 | 1000 m            | Nick Thometz       | Erik Henriksen          | Nikolai Guljajew                   |
| 28. Feb. 1. Mär. 1987                                                                     | Hamar (Hamar Stadion)                                 | 1500 m            | Michael Hadschieff | Hein Vergeer            | Hans Magnusson                     |
| 28. Feb. 1. Mär. 1987                                                                     | Hamar (Hamar Stadion)                                 | 5000 m            | Geir Karlstad      | Christian Eminger       | Hein Vergeer                       |
| 4. bis 5. Mär. 1987                                                                       | Östersund (Fyrvalla Östersund)                        | 500 m             | Nick Thometz       | Frode Rønning           | Dan Jansen                         |
| 4. bis 5. Mär. 1987                                                                       | Östersund (Fyrvalla Östersund)                        | 1000 m            | Nick Thometz       | Erik Henriksen          | Hans Magnusson                     |
| 4. bis 5. Mär. 1987                                                                       | Östersund (Fyrvalla Östersund)                        | 1500 m            | Rolf Falk-Larssen  | Hans Magnusson          | Hansjörg Baltes                    |
| 4. bis 5. Mär. 1987                                                                       | Östersund (Fyrvalla Östersund)                        | 5000 m            | Geir Karlstad      | Per Bengtsson           | Joakim Karlberg                    |
| 12. bis 15. Mär. 1987                                                                     | Inzell (Eisstadion Inzell)                            | 500 m             | Nick Thometz       | Makoto Hirose           | Akira Kuroiwa                      |
| 12. bis 15. Mär. 1987                                                                     | Inzell (Eisstadion Inzell)                            | 1000 m            | Nick Thometz       | Uwe Streb               | Nikolai Guljajew                   |
| 12. bis 15. Mär. 1987                                                                     | Inzell (Eisstadion Inzell)                            | 1500 m            | Hein Vergeer       | Hans Magnusson          | Michael Hadschieff                 |
| 12. bis 15. Mär. 1987                                                                     | Inzell (Eisstadion Inzell)                            | 5000 m            | Geir Karlstad      | Michael Hadschieff      | Hansjörg Baltes                    |
| 12. bis 15. Mär. 1987                                                                     | Inzell (Eisstadion Inzell)                            | 10.000 m          | Geir Karlstad      | Michael Hadschieff      | Gerard Kemkers                     |
| 12. bis 15. Mär. 1987                                                                     | Inzell (Eisstadion Inzell)                            | 500 m             | Akira Kuroiwa      | Nick Thometz            | Sergei Fokitschew                  |

#### 500 Meter
(Endstand: Nach 11 Rennen)
| Rang | Name                 | Land                            | Punkte |
| ---- | -------------------- | ------------------------------- | ------ |
| 1    | Nick Thometz         | Vereinigte Staaten              | 202    |
| 2    | Akira Kuroiwa        | Japan                           | 196    |
| 3    | Dan Jansen           | Vereinigte Staaten              | 155    |
| 4    | Jan Ykema            | Niederlande                     | 123    |
| 5    | Frode Rønning        | Norwegen                        | 120    |
| 6    | Uwe-Jens Mey         | Deutsche Demokratische Republik | 108    |
| 7    | Sergei Fokitschew    | Sowjetunion                     | 100    |
| 8    | Guy Thibault         | Kanada                          | 88     |
| 9    | Wytalyj Makowezkyj   | Sowjetunion                     | 78     |
| 10   | Geert Kuiper         | Niederlande                     | 74     |
|      |                      |                                 |        |
| 11   | Uwe Streb            | BR Deutschland                  | 72     |
| 19   | Hans-Peter Oberhuber | BR Deutschland                  | 52     |
| 30   | Fritz Gawenus        | BR Deutschland                  | 23     |

#### 1000 Meter
(Endstand: Nach 10 Rennen)
| Rang | Name                 | Land                            | Punkte |
| ---- | -------------------- | ------------------------------- | ------ |
| 1    | Nick Thometz         | Vereinigte Staaten              | 184    |
| 2    | Akira Kuroiwa        | Japan                           | 162    |
| 3    | Dan Jansen           | Vereinigte Staaten              | 130    |
| 4    | Uwe Streb            | BR Deutschland                  | 114    |
| 5    | Erik Henriksen       | Vereinigte Staaten              | 109    |
| 6    | Gaétan Boucher       | Kanada                          | 104    |
| 7    | Jan Ykema            | Niederlande                     | 81     |
| 8    | Guy Thibault         | Kanada                          | 78     |
| 9    | Uwe-Jens Mey         | Deutsche Demokratische Republik | 71     |
| 10   | Igor Schelesowski    | Sowjetunion                     | 70     |
|      |                      |                                 |        |
| 16   | Hans-Peter Oberhuber | BR Deutschland                  | 52     |
| 24   | Fritz Gawenus        | BR Deutschland                  | 35     |

#### 1500 Meter
(Endstand: Nach 7 Rennen)
| Rang | Name                     | Land                            | Punkte |
| ---- | ------------------------ | ------------------------------- | ------ |
| 1    | Hans Magnusson           | Schweden                        | 122    |
| 2    | Michael Hadschieff       | Österreich                      | 121    |
| 3    | Hein Vergeer             | Niederlande                     | 117    |
| 4    | Rolf Falk-Larssen        | Norwegen                        | 108    |
| 5    | Bjørn Arne Nyland        | Norwegen                        | 80     |
| 6    | Dave Silk                | Vereinigte Staaten              | 77     |
| 7    | Joakim Karlberg          | Schweden                        | 74     |
| 8    | Markus Tröger            | BR Deutschland                  | 70     |
| 9    | Hansjörg Baltes          | BR Deutschland                  | 69     |
| 10   | Leo Visser Oleg Boschjew | Niederlande Sowjetunion         | 54     |
|      |                          |                                 |        |
| 12   | Peter Adeberg            | Deutsche Demokratische Republik | 53     |
| 19   | Christian Eminger        | Österreich                      | 40     |
| 24   | André Hoffmann           | Deutsche Demokratische Republik | 15     |
| 26   | Thomas Nietsch           | BR Deutschland                  | 11     |
| 27   | Georg Herda              | BR Deutschland                  | 9      |

#### 5000/10.000 Meter
(Endstand: Nach 8 Rennen)
| Rang | Name               | Land                            | Punkte |
| ---- | ------------------ | ------------------------------- | ------ |
| 1    | Geir Karlstad      | Norwegen                        | 172    |
| 2    | Michael Hadschieff | Österreich                      | 143    |
| 3    | Leo Visser         | Niederlande                     | 131    |
| 4    | Christian Eminger  | Österreich                      | 113    |
| 5    | Per Bengtsson      | Schweden                        | 101    |
| 6    | Dave Silk          | Vereinigte Staaten              | 95     |
| 7    | Gerard Kemkers     | Niederlande                     | 92     |
| 8    | Joakim Karlberg    | Schweden                        | 84     |
| 9    | Pertti Niittylä    | Finnland                        | 70     |
| 10   | Rolf Falk-Larssen  | Norwegen                        | 69     |
|      |                    |                                 |        |
| 12   | Hansjörg Baltes    | BR Deutschland                  | 58     |
| 17   | Roland Freier      | Deutsche Demokratische Republik | 28     |
| 19   | Werner Jäger       | Österreich                      | 23     |
| 22   | Jörg Lange         | Deutsche Demokratische Republik | 16     |
| 25   | Peter Adeberg      | Deutsche Demokratische Republik | 12     |
| 26   | Rudolf Jeklic      | BR Deutschland                  | 11     |

## Gesamt
- Platz: Gibt die Reihenfolge der Athleten wieder. Diese wird durch die Anzahl der Weltcupsiege bestimmt. Bei gleicher Anzahl werden die 2. Platzierungen verglichen, danach die 3. Platzierungen
- Name: Nennt den Namen des Athleten
- Land: Nennt das Land, für das der Athlet startete
- Siege: Nennt die Anzahl der Weltcupsiege
- 2. Plätze: Nennt die Anzahl der errungenen 2. Plätze
- 3. Plätze: Nennt die Anzahl der errungenen 3. Plätze
- Gesamt: Nennt die Anzahl aller gewonnenen Medaillen

### Top Ten
- Die Top Ten zeigt die zehn erfolgreichsten Sportler/-innen des Eisschnelllauf-Weltcups 1986/87

| Platz | Name                      | Land                            | Siege | 2. Plätze | 3. Plätze | Gesamt |
| ----- | ------------------------- | ------------------------------- | ----- | --------- | --------- | ------ |
| 1.    | Bonnie Blair              | Vereinigte Staaten              | 14    | 3         | 3         | 20     |
| 2.    | Nick Thometz              | Vereinigte Staaten              | 8     | 5         | 3         | 16     |
| 3.    | Yvonne van Gennip         | Niederlande                     | 8     | 1         | 1         | 10     |
| 4.    | Akira Kuroiwa             | Japan                           | 6     | 3         | 1         | 10     |
| 5.    | Geir Karlstad             | Norwegen                        | 6     | 1         | 1         | 8      |
| 6.    | Karin Kania-Enke          | Deutsche Demokratische Republik | 5     | 5         | 0         | 10     |
| 7.    | Igor Schelesowski         | Sowjetunion                     | 4     | 0         | 1         | 5      |
| 8.    | Michael Hadschieff        | Österreich                      | 3     | 4         | 2         | 9      |
| 9.    | Dan Jansen                | Vereinigte Staaten              | 2     | 3         | 2         | 7      |
| 10.   | Andrea Ehrig-Mitscherlich | Deutsche Demokratische Republik | 2     | 3         | 0         | 5      |

### Frauen
| Platz | Name                      | Land                            | Siege | 2. Plätze | 3. Plätze | Gesamt |
| ----- | ------------------------- | ------------------------------- | ----- | --------- | --------- | ------ |
| 1.    | Bonnie Blair              | Vereinigte Staaten              | 14    | 3         | 3         | 20     |
| 2.    | Yvonne van Gennip         | Niederlande                     | 8     | 1         | 1         | 10     |
| 3.    | Karin Kania-Enke          | Deutsche Demokratische Republik | 5     | 5         | 0         | 10     |
| 4.    | Andrea Ehrig-Mitscherlich | Deutsche Demokratische Republik | 2     | 3         | 0         | 5      |
| 5.    | Petra Moolhuizen          | Niederlande                     | 1     | 0         | 4         | 5      |
| 6.    | Katie Class               | Vereinigte Staaten              | 1     | 0         | 2         | 3      |
| 7.    | Marieke Stam              | Niederlande                     | 0     | 6         | 0         | 6      |
| 8.    | Ingrid Haringa            | Niederlande                     | 0     | 4         | 1         | 5      |
| 9.    | Christine Aaftink         | Niederlande                     | 0     | 3         | 3         | 6      |
| 10.   | Natalie Grenier           | Kanada                          | 0     | 2         | 1         | 3      |
| 11.   | Natalja Artamonowa-Kurowa | Sowjetunion                     | 0     | 1         | 1         | 2      |
| 12.   | Seiko Hashimoto           | Japan                           | 0     | 1         | 1         | 2      |
| 13.   | Grietje Mulder            | Niederlande                     | 0     | 1         | 0         | 1      |
| 14.   | Monika Gawenus-Pflug      | BR Deutschland                  | 0     | 1         | 0         | 1      |
| 15.   | Edel Therese Høiseth      | Norwegen                        | 0     | 0         | 2         | 2      |
| 16.   | Erwina Ryś-Ferens         | Polen                           | 0     | 0         | 2         | 2      |
| 17.   | Irina Kuleschowa-Kowrowa  | Sowjetunion                     | 0     | 0         | 2         | 2      |
| 18.   | Leslie Bader              | Vereinigte Staaten              | 0     | 0         | 2         | 2      |
| 19.   | Angela Stahnke            | Deutsche Demokratische Republik | 0     | 0         | 1         | 1      |
| 20.   | Constanze Scandolo        | Deutsche Demokratische Republik | 0     | 0         | 1         | 1      |
| 21.   | Emese Nemeth-Hunyady      | Österreich                      | 0     | 0         | 1         | 1      |
| 22.   | Jacqueline Börner         | Deutsche Demokratische Republik | 0     | 0         | 1         | 1      |
| 23.   | Sabine Brehm              | Deutsche Demokratische Republik | 0     | 0         | 1         | 1      |
| 24.   | Tatjana Kabutova          | Sowjetunion                     | 0     | 0         | 1         | 1      |

### Männer
| Platz | Name                  | Land                            | Siege | 2. Plätze | 3. Plätze | Gesamt |
| ----- | --------------------- | ------------------------------- | ----- | --------- | --------- | ------ |
| 1.    | Nick Thometz          | Vereinigte Staaten              | 8     | 5         | 3         | 16     |
| 2.    | Akira Kuroiwa         | Japan                           | 6     | 3         | 1         | 10     |
| 3.    | Geir Karlstad         | Norwegen                        | 6     | 1         | 1         | 8      |
| 4.    | Igor Schelesowski     | Sowjetunion                     | 4     | 0         | 1         | 5      |
| 5.    | Michael Hadschieff    | Österreich                      | 3     | 4         | 2         | 9      |
| 6.    | Dan Jansen            | Vereinigte Staaten              | 2     | 3         | 2         | 7      |
| 7.    | Hein Vergeer          | Niederlande                     | 2     | 1         | 2         | 5      |
| 8.    | Rolf Falk-Larssen     | Norwegen                        | 1     | 1         | 1         | 3      |
| 9.    | Sergei Fokitschew     | Sowjetunion                     | 1     | 1         | 1         | 3      |
| 10.   | Leo Visser            | Niederlande                     | 1     | 1         | 0         | 2      |
| 11.   | Wiktor Schascherin    | Sowjetunion                     | 1     | 0         | 1         | 2      |
| 12.   | Peter Adeberg         | Deutsche Demokratische Republik | 1     | 0         | 0         | 1      |
| 13.   | Hans Magnusson        | Schweden                        | 0     | 3         | 2         | 5      |
| 14.   | Uwe-Jens Mey          | Deutsche Demokratische Republik | 0     | 3         | 2         | 5      |
| 15.   | Erik Henriksen        | Vereinigte Staaten              | 0     | 2         | 0         | 2      |
| 16.   | Frode Rønning         | Norwegen                        | 0     | 1         | 1         | 2      |
| 17.   | Pertti Niittylä       | Finnland                        | 0     | 1         | 1         | 2      |
| 18.   | Christian Eminger     | Österreich                      | 0     | 1         | 0         | 1      |
| 19.   | Daniel Turcotte       | Kanada                          | 0     | 1         | 0         | 1      |
| 20.   | Konstantin Korotkow   | Sowjetunion                     | 0     | 1         | 0         | 1      |
| 21.   | Makoto Hirose         | Japan                           | 0     | 1         | 0         | 1      |
| 22.   | Per Bengtsson         | Schweden                        | 0     | 1         | 0         | 1      |
| 23.   | Uwe Streb             | BR Deutschland                  | 0     | 1         | 0         | 1      |
| 24.   | Wytalyj Makowezkyj    | Sowjetunion                     | 0     | 1         | 0         | 1      |
| 25.   | Gaétan Boucher        | Kanada                          | 0     | 0         | 2         | 2      |
| 26.   | Hansjörg Baltes       | BR Deutschland                  | 0     | 0         | 2         | 2      |
| 27.   | Nikolai Guljajew      | Sowjetunion                     | 0     | 0         | 2         | 2      |
| 28.   | Dave Silk             | Vereinigte Staaten              | 0     | 0         | 1         | 1      |
| 29.   | Gerard Kemkers        | Niederlande                     | 0     | 0         | 1         | 1      |
| 30.   | Jan Ykema             | Niederlande                     | 0     | 0         | 1         | 1      |
| 31.   | Joakim Karlberg       | Schweden                        | 0     | 0         | 1         | 1      |
| 32.   | Konstantin Kharitonov | Sowjetunion                     | 0     | 0         | 1         | 1      |
| 33.   | Konstantin Kudrjawzew | Sowjetunion                     | 0     | 0         | 1         | 1      |
| 34.   | Markus Tröger         | BR Deutschland                  | 0     | 0         | 1         | 1      |
| 35.   | Oleg Boschjew         | Sowjetunion                     | 0     | 0         | 1         | 1      |
| 36.   | Yukihiro Mitani       | Japan                           | 0     | 0         | 1         | 1      |

### Nationenwertung
- Die Nationenwertung zeigt die erfolgreichsten Nationen (Sportler/-innen) des Eisschnelllauf-Weltcups 1986/87

| Platz | Land                            | Siege | 2. Plätze | 3. Plätze | Gesamt |
| ----- | ------------------------------- | ----- | --------- | --------- | ------ |
| 1.    | Vereinigte Staaten              | 25    | 13        | 13        | 51     |
| 2.    | Niederlande                     | 12    | 17        | 13        | 42     |
| 3.    | Deutsche Demokratische Republik | 8     | 11        | 6         | 25     |
| 4.    | Norwegen                        | 7     | 3         | 5         | 15     |
| 5.    | Japan                           | 6     | 5         | 3         | 14     |
| 6.    | Sowjetunion                     | 6     | 4         | 12        | 22     |
| 7.    | Österreich                      | 3     | 5         | 3         | 11     |
| 8.    | Schweden                        | 0     | 4         | 3         | 7      |
| 9.    | Kanada                          | 0     | 3         | 3         | 6      |
| 10.   | BR Deutschland                  | 0     | 2         | 3         | 5      |
| 11.   | Finnland                        | 0     | 1         | 1         | 2      |
| 12.   | Polen                           | 0     | 0         | 2         | 2      |